# Ам са мор пе брациле куј ме дор/Ђин кафана акума вин
„Ам са мор пе брациле куј ме дор/Ђин кафана акума вин“ је сингл Слободана Домаћиновића са пјесмама за које је Домаћиновић написао текст. Сингл је изашао 1979. године, у издању Београд диска. На њему се налазе пјесме:
1. Ам са мор пе брациле куј ме дор (Am să mor pe bracile kuj me dor – Умријећу на грудима вољене)
2. Ђин кафана акума вин (Din Kafană Akuma Vin – Из кафане сада долазим)